# شهرداری کیشوو
شهرداری کیشوو (به لاتین: Kičevo Municipality) یک منطقهٔ مسکونی در مقدونیه شمالی است که در مقدونیه شمالی واقع شده‌است. شهرداری کیشوو ۸۳۸ کیلومتر مربع مساحت و ۵۶٬۷۳۴ نفر جمعیت دارد.